# Kristen Michal
Kristen Michal (Tallinn, 12 de juliol de 1975) és un polític estonià que desenvolupa el càrrec de primer ministre d'Estònia des de juliol de 2024. És membre del Partit Reformista Estonià i va exercir com a ministre de Clima al govern de Kaja Kallas entre els anys 2023 i 2024.